# NGC 741
NGC 741 este o radiogalaxie situată în constelația Peștii. A fost descoperită în 13 decembrie 1784 de către William Herschel. Se află la o distanță de 72,3 de megaparseci de Pământ.